# برتران د بورن
برتران د بورن (انگلیسی: Bertran de Born؛ دهه ۱۱۴۰ – ۱۲۱۵) بارون لیموزین فرانسه و یکی از برجسته‌ترین تروبادورهای اکسیتانی در قرن ۱۲ میلادی بود. وی پسر ارشد برتران د بورن، ارباب آئوت‌فورت، بود که پس از مرگ پسرش جانشین وی شد. و در جنگ میان پسران هنری دوم انگلستان شرکت جست. اولین کار برجسته وی سیرونتس (Sirventes؛ شعر سیاسی یا طنز) است که در سال ۱۱۸۱ سروده است. وی همچنین در جریان شورش هنری جوان علیه ریچارد، وی را همراهی کرد.